# Artemio Ramírez Bejarano
Artemio Ramírez Bejarano, primer poeta loncco arequipeño. Nació en Arequipa, el 12 de diciembre de 1913, en el Pueblo de Tingo Grande, entonces distrito de Socabaya, hoy distrito de Jacobo Hunter. Falleció mientras se preparaba la publicación de su libro ”Poemas Lonccos Arequipeños”, un 29 de mayo de 1975. 

## Su vida
Fue hijo de los agricultores Manuel Ramírez L. y Zoila Bejarano de Ramírez. Sus primeros 5 años los ha vivido con sus padres en las Salitreras de Tarapacá en la república de Chile. A los 6 años regresó a Arequipa y ya estuvo emparentado con el agro arequipeño. Contrajo nupcias con la dama arequipeña Sara Del Carpio Prado.

## Su arte y poesía
Cuando su edad fluctuaba entre los 10 y 12 años comenzó a descubrir su inclinación por la poesía. Como tema primero dentro de su vena poética, fue cabalmente el titulado “A mi madre”.
Alternó con personajes del Teatro desde 1939 hasta 1940, como “Los Ureta”, “La Sociedad Musical de Arequipa” entre otros.
El trabajo y la inquietud aventurera los trasladaron hasta la región sur de la Selva (Zona del Cusco) en 1941, lugar donde “ora tomaba el machete, ora tomaba la pluma”.
De regreso a Arequipa y tomando el interés pertinente, comienza a producir sus poemas “lonccos”, inspirado en el agro arequipeño (1963).
La firma arequipeña CARSA organizó un Concurso de Poesía en Canal 6 de TV de Arequipa, en el que participó y ganó visiblemente.
A consecuencia de su apego al Costumbrismo Mistiano, el diario “El Pueblo” le llamó “El Poeta Loncco”.
Conocido ya en el ambiente artístico, hizo diversas presentaciones en Radioemisoras, en la Asociación Nacional de Escritores y Artistas (ANEA), e instituciones diversas.
En Iquique - Chile, recibió el aplauso sin reservas por sus magníficas y exitosas presentaciones, junto con la delegación arequipeña que se hizo presente en el lugar, gracias al apoyo de la Inspección de Cultura del Consejo Provincial de Arequipa, en 1968.
Teniendo dentro de sí mucho que dar al agro arequipeño, el primer “Poeta Loncco” de Arequipa, prepara un poemario, con sus mejores poemas con sabor de la campiña arequipeña, no obstante en pleno trabajo de edición, lo sorprende la muerte, sin poder ver el fruto de su trabajo: su libro “Poemas Lonccos Arequipeños”. No obstante se hace la edición póstuma de su libro en 1976.

## Obra

### Poesía
1. Mi propósito
2. Mi saludo a Arequipa
3. A mi madre
4. Lamento minero
5. Yo y mi sombra
6. Recuerdos de Mollendo
7. Adiós al amigo que se fue (Postúmo homenaje a mi noble y gran amigo Octavio Daza G.)
8. Vino, chicha y licor
9. Pañuelito
10. Cigarrilo buen amigo
11. Adiós Arequipa
12. Amor ofendido

### Poesía loncca
1. Sentimientos lonccos
2. El "Guandumbas" (soneto)
3. Ofrenda Lírica "Loncca" (Pa' mi chola chacarera)
4. El Golpe de mi "tata"
5. El pretendiente
6. Discusión en una pelea de toros
7. La Picantera de mi pueblo
8. "Mas qui'seya" un zapallo
9. Cantares de la lechera
10. Se "jue" tras de mi "tata"

### Poesía selvática
1. El "Qquepiri" de la montaña
2. La Vida del "Chichiquero" en la montaña
3. El "Lavador de oro" y su "charpa humana

### Yaravíes
1. El desprecio es una mancha

### Canciones
1. Complas del Carnaval de mi pueblo (Tingo Grande)
2. Chacarera de mi tierra (marinera)
3. Amor y falsía (vals)
4. Ingrata (vals)
5. Perdón Madre (tango)
6. Carnaval Alegre (polca)